# Frăsinet (okręg Buzău)
Frăsinet – wieś w Rumunii, w okręgu Buzău, w gminie Calvini. W 2011 roku liczyła 134 mieszkańców.